# 成都市二环路快速公交
| ← {{{previous_line}}} | {{{system_nav}}} | {{{next_line}}} → |

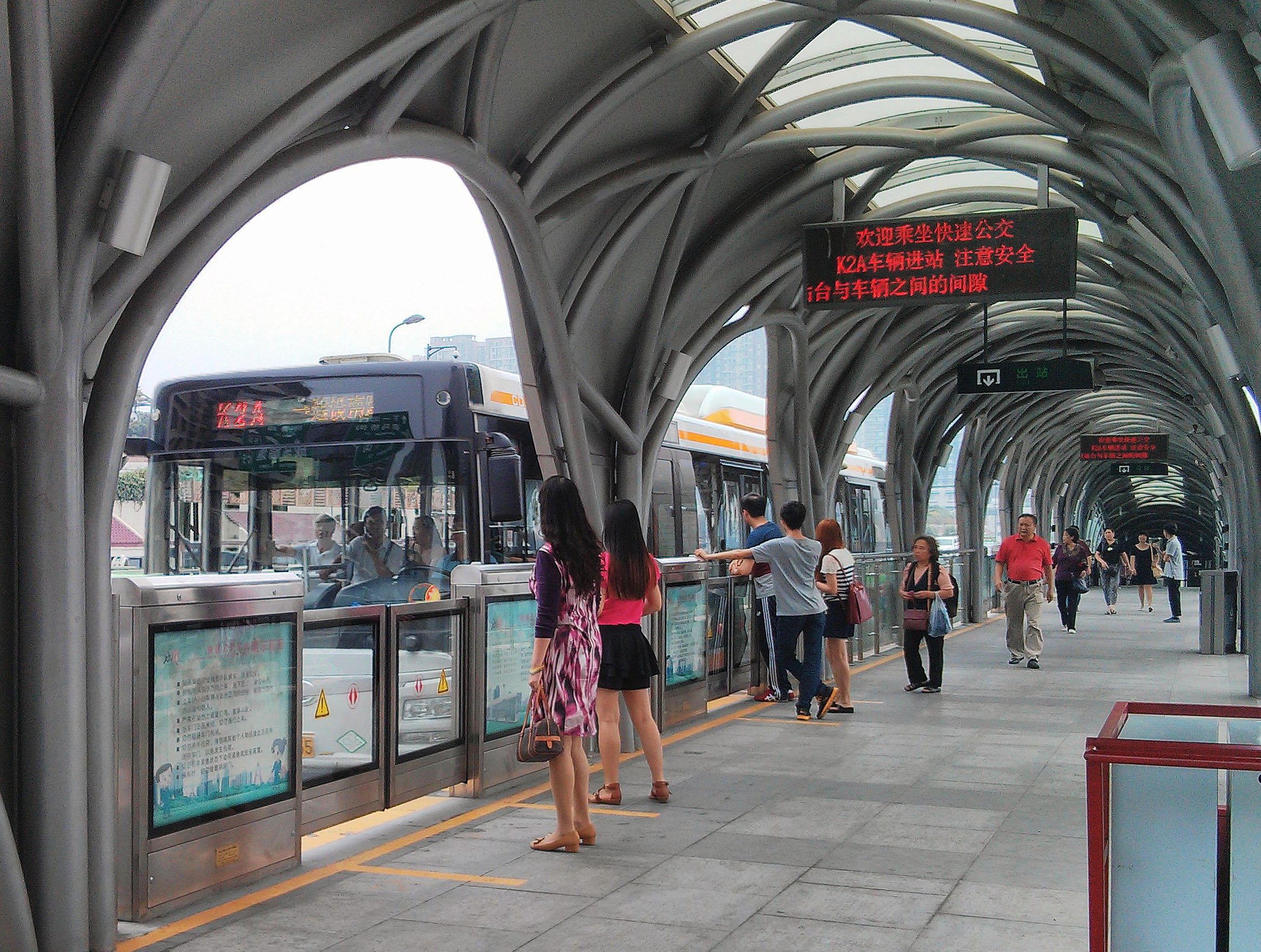
桃蹊路口站的站台

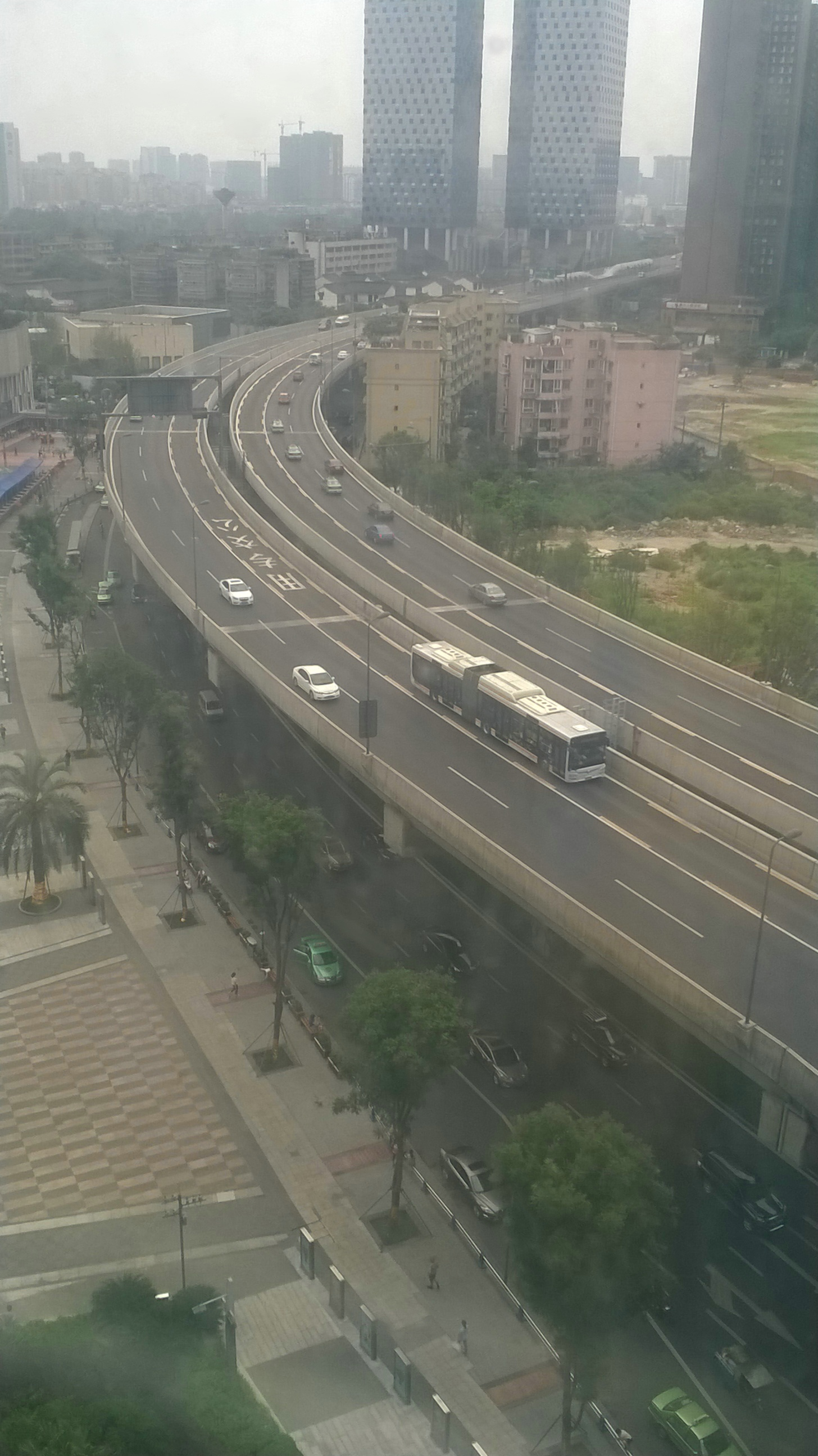
正行驶于东湖公园站至成仁公交站区间的K2线

成都市二环路快速公交，是成都市的第一条快速公交线路，其全程运行在无红绿灯的二环路高架路的公交专用道，线路全长30.5千米，采用18米铰接式双侧开门公交车。线路自2013年5月31日起开始免费试运行，2013年6月11日起正式运行。

## 线路概况
二环路快速公交为环状线路，其取代了原先运行在二环路底层的环状线路51路和52路，并较原有线路有一倍多的提速。二环路快速公交由K1线及K1A线负责运行内环（顺时针）方向、K2线及K2A线负责运行外环（逆时针）方向，其中K1线及K2线为非循环线路，在二环路高架路上运行一圈后将回到金沙公交站并以此为线路终点，而K1A线及K2A线为循环线路，将在二环高架路上行驶一圈后变更为K1线或K2线。
二环路快速公交在开通初期，K1线以双桥子南站、K2线以双桥子北站作为线路起讫站；2013年11月2日至2015年7月31日期间以位于二环路高架路外的杉板桥快速公交临时场站（现该址已建成龙湖成都滨江天街）作为线路起讫站，并开行不驶离二环路高架路的循环线路K1A线和K2A线；后于2015年8月1日，随着金沙综合交通枢纽的建成投用，将线路起讫站改为金沙公交站。

## 车站

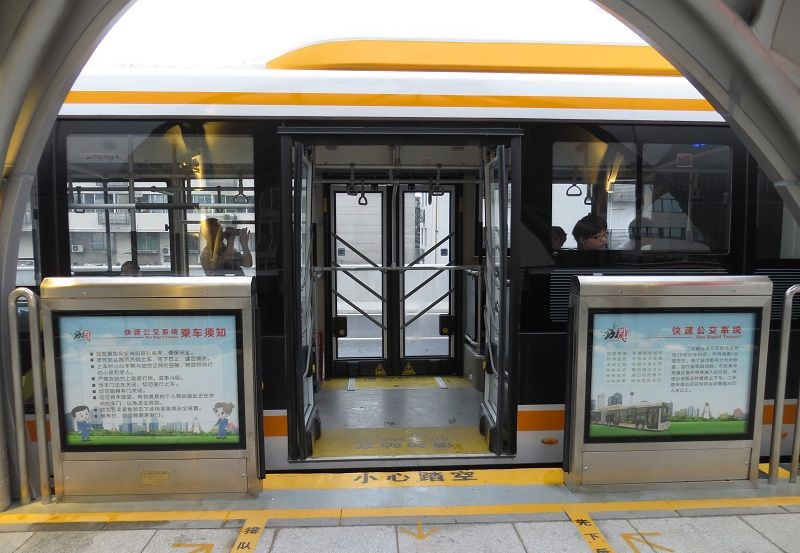
车站站台设有低站台门

二环路快速公交车站共有30对，全部为快速公交专用车站。平均站距1km，最大站距2.2km，最小站距0.5km。
车站一般为地上二层结构。地面街道由步梯、扶梯和直梯连接至地上一层天桥，天桥水平延伸至站厅，兼具过街功能。站厅设置售票亭、进站闸机等设备，无安检设施。站厅一般为分离式，两个方向的付费区不连通。付费区由步梯和扶梯连接至地上二层站台。站台采用路中侧式布局，两个方向的站台纵列布置，站台设有低站台门和显示屏，长度43.5米，面积210平方米，可同时停靠2辆18米长公交车，容纳400名乘客候车。乘客可同台换乘不同线路的快速公交车辆。由于站台未设置直梯，车站不具备无障碍通行条件。
30对车站中，标准装修车站24对，特色装修车站6对，特色装修车站如下：
| 车站             | 装修主题           |
| ---------------- | ------------------ |
| 府南新区         | 金沙太阳神鸟       |
| 火车北站东（西） | 宽阔大气           |
| 建设路口         | 灵动通透、工业元素 |
| 牛市口           | 历史与现代乐章     |
| 科华路           | 展翅腾飞           |
| 红牌楼西         | 川西民居           |

## 接驳线路
成都公交集团为了方便社区居民接驳二环快速公交、地铁及骨干公交线路，解决最后一公里出行不便，在成都快速公交开通后不久还开行了60余条的社区巴士线路，详情请参见成都市公交线路列表。

## 安全措施

### 安全检查
成都快速公交的安检主要采用抽检的方式。

### 站台安全装置

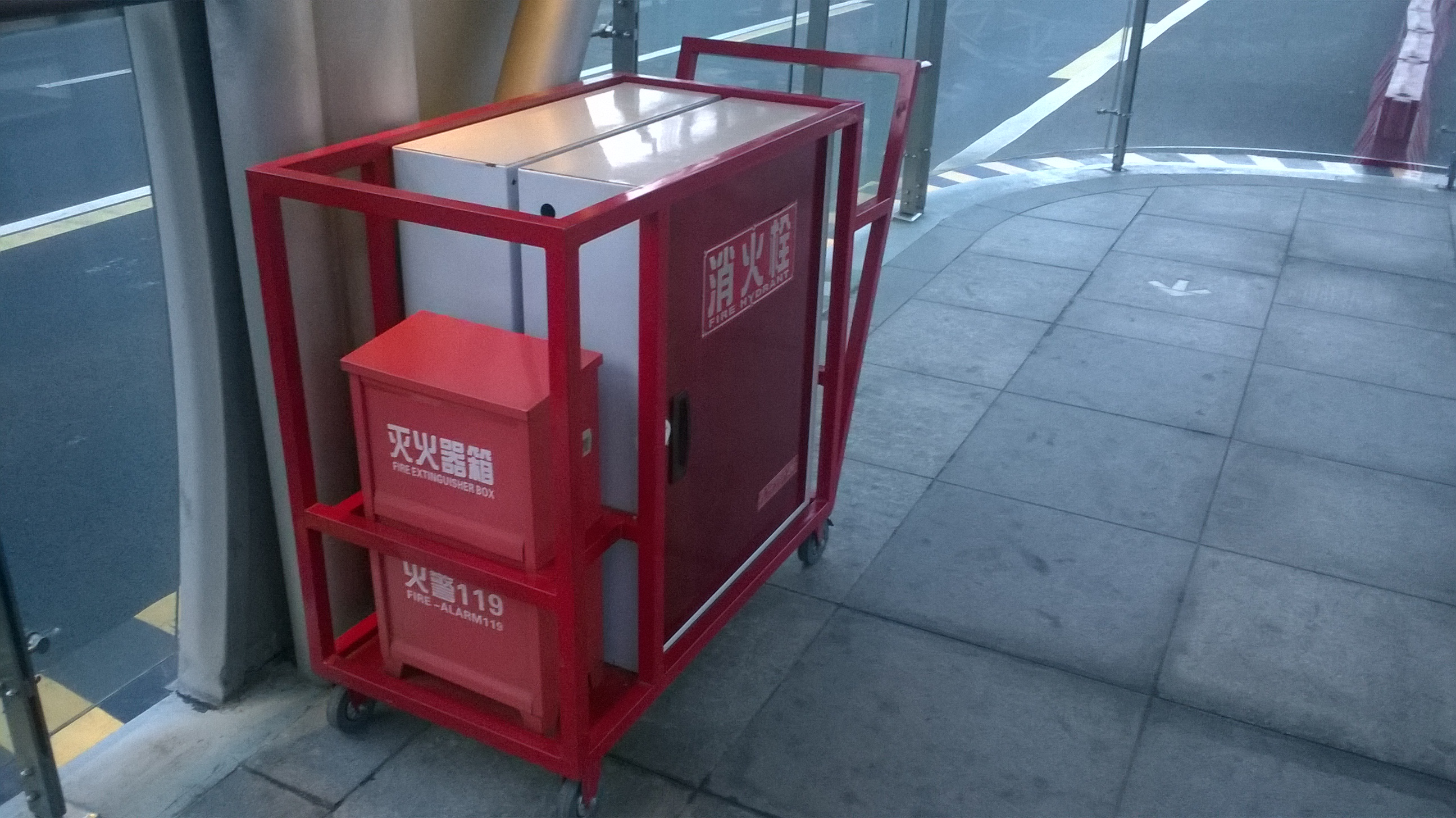
位于站台上的消防推车

每个站点配有两台危险液体检测仪、两根防暴棍和两根防暴叉。每侧站台还配有消防推车，如遇站点或站间道路上车辆发生火险，站点工作人员能够方便、快速移动推车至二环高架路上最近的消防水栓，对火灾实施扑救。

### 车内安全装置

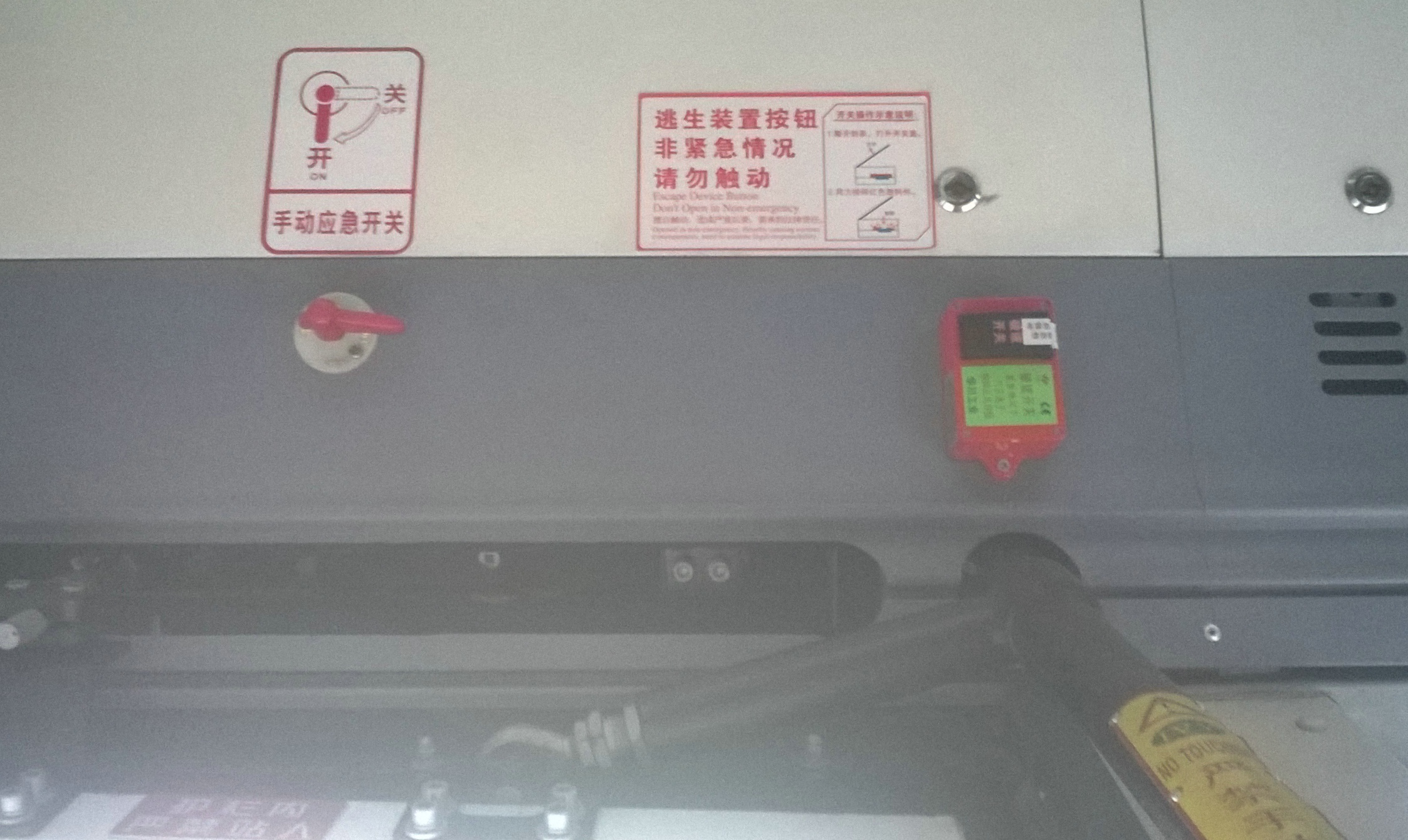
车门上方手动应急开关及逃生装置按钮
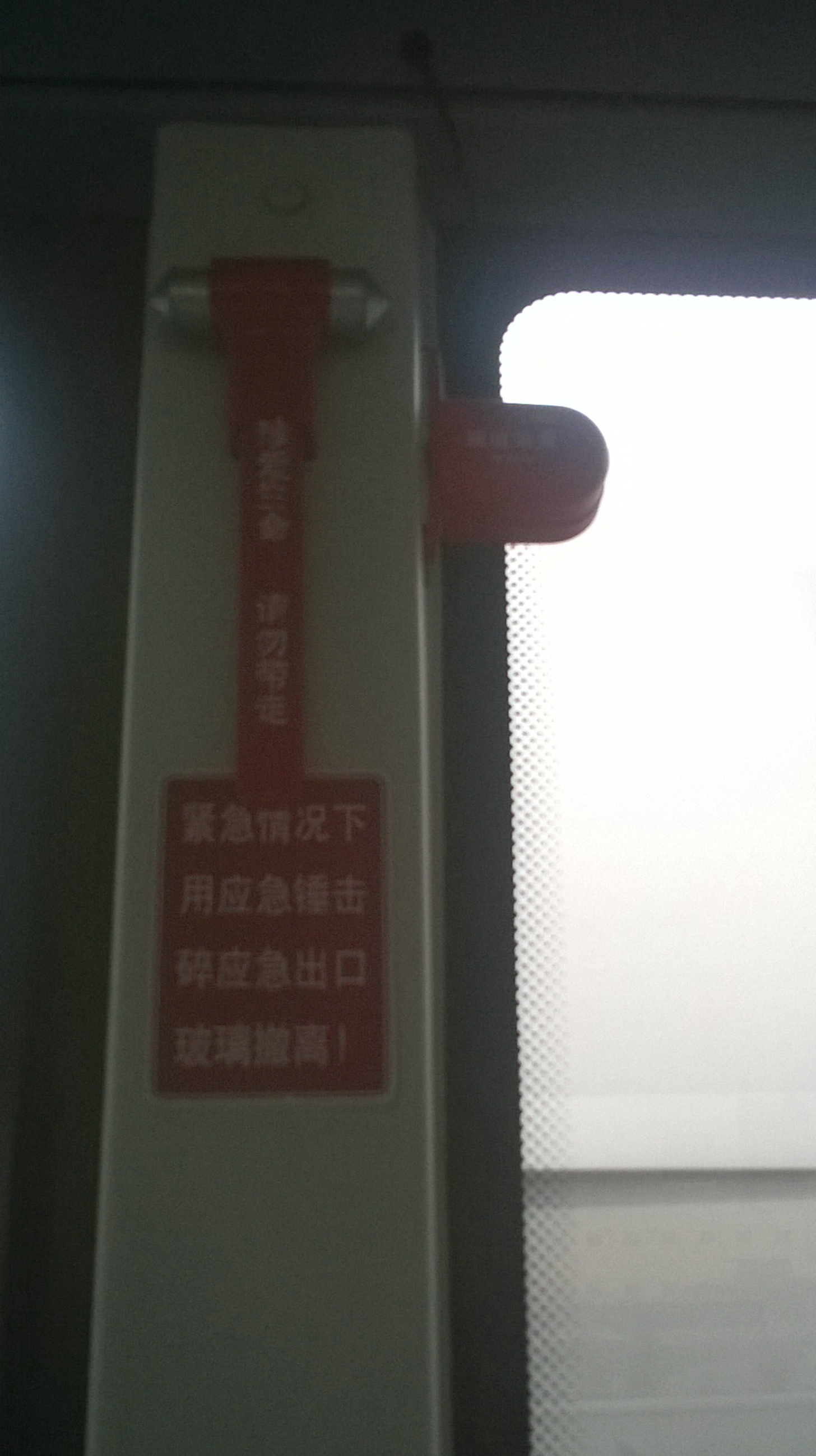
应急锤和破玻装置

## 车票
成都快速公交全线采用单一票价制，票价2元，闸内可免费换乘其它快速公交线路。
每名乘客可免费携带一名身高不足1.1米的儿童，超出的需按超出人数购票；义务兵和残疾退伍军人等免票人群可免费乘坐快速公交。

### 单程票

成都快速公交所使用的Token卡

在2013年6月11日至2018年9月19日，二环路快速公交单程票使用圆形Token卡形式。乘客可通过人工售票处或自动售票机购票，每人每次2元（22:00后加收一元），快速公交采用刷卡入闸、插卡出闸方式，单次乘车在车站付费区内可以停留的最长时间为4小时，出站时车票将被回收。Token卡购买后若未使用，24小时内仍有效。
自2018年9月20日起，因配合其它行经部分站点为未设有闸机的非快速公交站点的快速公交线路开通，单程票改为直接投币进站，出站亦无须刷卡或投币，自动放行。

### 天府通卡
次数卡每次乘车扣除次数2次，电子钱包扣除1.8元。使用天府通次数卡乘坐成都快速公交仍然享受成都公交集团提供的“两小时内免费换乘3次的乘车优惠”。